# نکمته
نکمته (به لاتین: Nekemte) یک شهر در اتیوپی است که در منطقه اورومیا واقع شده‌است. نکمته ۲۱۰٬۶۸۸ نفر جمعیت دارد و ۲٬۰۸۸ متر بالاتر از سطح دریا واقع شده‌است.